# Koriyama West Voetbalstadion
Het Koriyama West Voetbalstadion (Japans: 郡山西部サッカー場) is een multifunctioneel stadion in Koriyama, een stad in Japan. 
Het stadion wordt bijvoorbeeld gebruikt voor rugby- en voetbalwedstrijden. Het werd ook gebruikt voor het Aziatisch kampioenschap voetbal onder 17 van 2004 dat van 4 tot en met 18 september in Japan werd gespeeld. In het stadion is plaats voor 3.722 toeschouwers. Het stadion werd geopend in juli 1994.